# Carlos Humberto Bermúdez Dávila
Carlos Humberto Bermúdez Dávila (San Luis Potosí, 27 de marzo de 1932-Ciudad de México, 6 de agosto de 2015) fue un militar mexicano.

## Formación Militar
Graduado del Heroico Colegio Militar México en enero de 1950. Realizó estudios de administración Militar en Higher War College y de contrainsurgencia en Fort Gulick, en los Estados Unidos.

## Participación en la guerra sucia
Auxiliar del presidente del PRI Alfonso Corona del Rosal entre 1963 y 1964, participó en la campaña electoral de Gustavo Díaz Ordaz. Responsable de la Sección Segunda del Estado Mayor Presidencial, tuvo a su cargo los servicios de Inteligencia Militar del Estado Mayor Presidencial en 1968. 
Señalado junto con Alfonso Corona del Rosal y Alfonso Martínez Domínguez de apoyar la creación de un grupo de choque, que inicialmente se conoció como “De La Lux”, cuyos integrantes actuaron como francotiradores el 2 de octubre (de acuerdo a la historiadora María de los Ángeles Magdaleno Cárdenas) y que participó como grupo Halcón en la Matanza del Jueves de Corpus de 1971.
Señalado por Cipriano Alatorre Osuna, como el comandante de la operación de los francotiradores, miembros del EMP, apostados en el edificio Molino del Rey, que dispararon a la multitud el 2 de octubre de 1968. Alatorre Osuna reveló además a Jorge Carrillo Olea, que Bermúdez, abasteció de armas y municiones a “grupos paramilitares que estaban esparcidos entre los muchos empleados del entonces DDF”.

## Experto en campañas electorales
Sobresale su amplia experiencia en logística y administración, participó en cuatro campañas presidenciales al lado de los candidatos del PRI, desde 1964 a 1982.  Coordinó la visita de distintos mandatarios extranjeros, incluyendo la de Juan Pablo II. 
Subjefe del Estado Mayor Presidencial del presidente de José López Portillo 1976-1982. Durante este sexenio, el Estado Mayor Presidencial tuvo el control cabal de la agenda presidencial, convirtiéndose en contrapeso de la Secretaría de la Defensa Nacional y de las oficinas de seguridad nacional “cada uno de los movimientos del primer mandatario estuvo supervisado y previamente autorizado por el EMP.
Fue jefe de Seguridad y Logística durante la campaña presidencial de Miguel de la Madrid, que lo proyecto al máximo cargo dentro del Estado Mayor Presidencial durante esa presidencia.Licenciado en Administración Militar por la Universidad del Ejército y Fuerza Aérea en 1984.

## Condecoraciones
Obtuvo durante las décadas de 1970 y 1980 diversas condecoraciones internacionales: 
- Septiembre 1977. De la Orden al Mérito, en grado de Comandante, que le confiere el Gobierno de la República Federal de Alemania.
- Mayo de 1978. De la Orden de Jinete de Madera en su Primer Grado que, confiere la República Popular de Bulgaria.
- Abril 1980. De la Orden Real de la Estrella Polar, en grado de Cruz que confiere el Gobierno de Suecia.
- Febrero 1981. De la Orden Nacional al Mérito Militar, del gobierno de la República de Ecuador.
- Junio 1985. De la Orden de la Legión de Honor que, en grado de Comandante, confiere la República Francesa.
- Junio 1985. De la Orden Al Mérito Civil, en grado de Gran Cruz, le confiere el Gobierno de España.
- Junio 1985. De la Orden de Victoria que, en grado de Caballero Comandante, le confiere el Gobierno Británico.
- Junio 1985. De la Orden de la Corona que, en grado de Gran Oficial, le confiere el Gobierno de Bélgica.